# Valentín Palencia
Valentín Palencia (26 juillet 1871 - 15 janvier 1937), est un prêtre catholique espagnol, éducateur d'enfants et de jeunes, distingué de la Croix de la Charité, qui fut assassiné in odium fidei durant la persécution religieuse de la guerre d'Espagne. Il est vénéré comme bienheureux et martyr par l'Église catholique.

## Biographie
Originaire d'une famille modeste et profondément religieuse, il suivit la voie sacerdotale et intégra le séminaire de Burgos. Après avoir complété ses études en théologie et philosophie, il est ordonné prêtre le 21 décembre 1895. Il fut d'abord nommé curé de Susinos del Páramo (1896-1898).
Devenu éducateur d'enfants pauvres et d'orphelins, Don Palencia servit dans le même temps comme chapelain à la cathédrale de Burgos. Il était aussi le directeur spirituel de la Confrérie de Sainte-Lucie et du Cercle Saint-Joseph. Pour les jeunes, il créa le patronage de la 'Sagrada Familia'. Pour ses nombreuses œuvres caritatives, le gouvernement espagnol lui a accordé la Croix de la Charité en 1925.
Durant la guerre d'Espagne, il est obligé d'exercer son ministère dans la clandestinité. Il distribuait la communion aux malades par l'entremise de religieuses trinitaires afin de ne pas éveiller de soupçons. Dénoncé par un jeune qu'il encadrait aux miliciens du Front populaire, il est arrêté en janvier 1937 avec quatre jeunes hommes (Donato Rodríguez García, Germán García García, Zacharie Cuesta Golf et Emilio Huidobro Corrales) qui avaient désirer l'accompagner dans ses courses apostoliques. Ils furent fusillés le 15 janvier à Ruiloba.

## Béatification
Le 1er octobre 2015, le pape François promulgue le décret par lequel les serviteurs de Dieu sont reconnus comme martyrs, assassinés in odium fidei. Le 23 avril 2016, ils furent béatifiés dans la cathédrale de Burgos. La cérémonie était présidée par le cardinal Angelo Amato, préfet de la Congrégation pour les causes des saints, qui représentait le pape François. 
Sa fête liturgique est fixée au 15 janvier.